# Mormia georgica
Mormia georgica és una espècie d'insecte dípter pertanyent a la família dels psicòdids que es troba a Rússia.